# Силантьев, Анатолий Алексеевич
Анатолий Алексеевич Силантьев (18 (30) марта 1868, Санкт-Петербург — 21 марта 1918, Петроград) — русский зоолог, научный писатель, специализировался на борьбе с вредителями. Один из основоположников российского охотоведения. Его учениками были известные специалисты охотничьего хозяйства Д. К. Соловьёв, В. И. Белоусов, С. В. Керцелли и др.

## Биография
Родился в семье портного; на пеpвом же году жизни остался сиротой и воспитывался в семье дяди-книготорговца. Окончил коммерческое училище, после чего поступил в петербургский Лесной институт, который окончил с золотой медалью и званием учёного лесовода 1-го разряда в 1890 году. Уже во время обучения принимал участие в научных экспедициях.
С 1893 года он был прикомандирован «к Зоологическому кабинету института для занятий по лесной энтомологии»; с 1898 года читал в Лесном институте необязательный курс охотоведения; в 1899 году был назначен штатным ассистентом при кафедре зоологии института. С 1905 года он читал курс лекций «Биология и экономическое значение лесных зверей и птиц». За счет личных средств создал при Лесном институте зоологический музей (около 6000 экспонатов).
В 1893 году А. А. Силантьев поступил на службу в департамент земледелия Министерства земледелия и государственных имуществ. С апреля 1897 по январь 1902 года, как представитель Министерства земледелия, он работал в Особой комиссии по изменению законодательства об охоте. В 1897 году он описал состояние мараловодства на Алтае, а в 1898 издал подготовленный им труд по состоянию охотничьего дела в России — «Обзор промысловых охот в России», положив в его основу анкетные опросные данные, собранные от лесничих и губернаторов всей страны.
В 1913 году фактически возглавил работы по обследованию охотничьих угодий государства и тогда же предложил свои планы по сохранению популяции соболя и развитию пантового мараловодства. В 1914 году выступил организатором двух экспедиций — Д. К. Соловьёва и Г. Г. Доппельмаиpа, по итогам которых впоследствии в 1916 году были образованы соответственно Саянский и Баргузинский заповедники. После смерти Силантьева на основе собранных им материалов были созданы также Астраханский заповедник (в 1919 году) и Казыр-Сукское охотничье-промысловое хозяйство. Силантьев неоднократно выступал с докладами на различных научных конгрессах (в частности, на Втором Всероссийском съезде охотников в 1909 году и на собрании Международного сельскохозяйственного института в Риме в мае 1913 года). В 1911—1916 годах был главным редактором периодического журнала по охотоведению.
В апреле 1917 года стал одним из основателей Петроградского союза охотников. В 1917 году избран председателем Комиссии по переустройству охотничьего хозяйства России. Напряженная работа привела к тяжёлой форме воспаления лёгких, от которого он скончался в Петpогpаде 21 марта 1918 года.
Силантьев является автором большого количества научных трудов в области анатомии, морфологии и систематики животных, а также охотоведения. В частности, ему принадлежат передовые для своего времени работы по биологии и морфологии некоторых насекомых — вредителей сельского хозяйства, в том числе долгоносиков, усачей и виноградных жуков, включавшие описание методов борьбы с ними. Наиболее известные сочинения:
- «Состояние мараловодства на Алтае» (1897)
- «Хозяйственное значение охотничьего промысла и спорта» (1898)
- «Обзор промысловых охот в России» (1898)
- «Турецкий скосарь или виноградный жук (Otiorrhynchus turca Bohem)…» (СПб, 1909)
- «Stromatium unicolor 01., одноцветный или рыжеватый домовый усач…» (СПб, 1907)
- «Обыкновенный свекольный долгоносик (Cleonus punctlventris germ.) и другие виды долгоносиков…» (СПб, 1903).